# Raul Ardens
Raul Ardens (em latim: Radulfus Ardens; em francês:  Raoul Ardens; m. c. 1200), chamado também de Radulfo, foi um teólogo e filósofo escolástico francês do século XII nascido em Beaulieu, Poitou. É conhecido principalmente por sua "Summa de vitiis et virtutibus" ou "Speculum universale" ("Espelho Universal"), que está dividida em 14 volumes e é uma obra de teologia sistemática e ética.
Em sua época, foi um celebrado pregador e diversos de seus sermões sobreviveram. Foi muito influenciado por Gilberto de la Porrée e acredita-se que teria sido aluno de Pedro, o Cantor.
Serviu como capelão de Ricardo I da Inglaterra durante a maior parte da década de 1190.